# 파구메
파구메(암하라어: ጳጉሜ 파구메) 또는 13월은 에티오피아에서 사용하는 율리우스력에서 한 해의 열세 번째 달이다. 5일까지 있지만, 윤달일 경우 6일까지 존재한다.

## 같이 보기
- 에티오피아력
- 상퀼로티드
- 치윤